# The Vision of the Shepherd
The Vision of the Shepherd est un film muet américain réalisé par Colin Campbell et sorti en 1915.

## Fiche technique
- Réalisation : Colin Campbell
- Scénario : Malcolm Douglas
- Date de sortie : 
  - États-Unis : 1er février 1915

## Distribution
- Kathlyn Williams
- Wheeler Oakman
- Frank Clark
- Eugenie Besserer